# Bang
Bang er navnet på flere danske slægter, hvis uafhængighed af hverandre må anses for givet på trods af ældre genealogers forsøg på at kæde dem sammen til én.

## Adels- og borgerslægten
Den mest kendte af disse slægter stammer fra Vestfyn, hvor fire brødre Poul, Hans, Jørgen og Henrik Bang fra Middelfart og Assens nævnes sammen 1547. Det er uvist, om disse har forbindelse med øksnehandler Christopher Bang (død 1599) og dermed med den kapellan Oluf Bang (død 1522), som fejlagtigt er opstillet som den fælles stamfader for slægterne Bang, og hans broder, sognepræsten Peder Hansen Bang i Middelfart. Sidstnævnte var i slægt med præsten Mats Bang, der havde stiftet det Skt. Anna Alter i Middelfart, om hvis gods Peder Hansen Bang og andre slægtninge 1547 stredes med borger i Bogense Hans Bang; denne havde også andet kirkegods, som efter hans død 1560 overgik til øksnehandleren Christopher Bang, hvad der støtter formodningen om deres slægtskab. Af de nævnte brødre skal Henrik være fader til præsten Hans Henriksen Bang (død 1620), medens Jørgen er stamfader til en stor efterslægt. Hans sønnesøns sønnesøns søn kammerråd Niels Christian Bang (1697-1760) havde i første ægteskab sønnen Oluf Lundt Bang (1731-1789), der blev adlet (egentlig "fik sit adelskab fornyet") 23. juli 1777 og er stamfader til den nulevende adelige familie Bang. Oluf Hansen Bang skulle være blevet adlet 17. maj 1517 af Ludvig II af Ungarn og Bøhmen.
At der var tale om en fornyelse af et tidligere adelskab er dog tvivlsomt. De Bang-medlemmer, som nævnes i recessen i 1536 tilhører en anden slægt fra en anden landsdel (se nedenfor). Oluf Lundt de Bang fremlagde kun et genbrev af kong Ludvig II's adelsbrev og fik under 23. juli 1777 et kgl. naturalisationspatent. Det våben, som Oluf Lundt de Bang blev adlet med er heller ikke det samme, som blev ført af de middelalderlige slægter. Der var altså reelt tale om en nyadling.
Oluf Lundt de Bangs sønner var de nedennævnte godsejer Niels Bang (1776-1815) og forfatteren Balthasar Nicolai Bang (1779-1856). Niels Christian Bang var endvidere fader til amtsforvalter Jacob Bang (1739-1797), hvis sønnesønner var kunstsamler Frederik Siegfried Bang (1810-1889) og overlærer Jacob Henrik Bang (1809-1899), hvis søn var veterinær Bernhard Laurits Frederik Bang (1848-1932). Sidstnævnte var fader til veterinær Oluf Bang (1881-1937).
Af andet ægteskab havde kammerråd Niels Bang sønnerne sognepræst Peder Schwane Bang (1744-1792) — der er bedstefader til jurist Peter Georg Bang (1797-1861) — og læge Frederik Ludvig Bang (1747-1820), der var fader til læge Oluf Lundt Bang (1788-1877). Sidstnævnte var bedstefader til forfatteren Herman Joachim Bang (1857-1912).
Kaptajn Claus Bangs (1740-1805) søn, agronom Niels Bang (1776-1855) arvede Hofmansgave i 1785 og ændrede i den forbindelse navn til Hofman-Bang. Denne slægt blomstrer stadig.
Blandt efterslægten til ovennævnte Jørgen Bang (død 1579), borger og rådmand i Assens, var supercargo i Asiatisk Kompagni, købmanden Joachim Æmilius Bang (1755-1828).
- Oluf Bang (1480–1522)
  - Niels Pedersen Bang (15..–) byfoged og rådmand i Middelfart
    - Rasmus Nielsen Bang (15..–1635) rådmand og borgermester i Assens
      - Jens Rasmussen Bang (16..), borger Århus
        - Rasmus Jensen Bang (1685–1769) fra Århus på Jylland var lærer ved Randers lærde skole, gift med Mette Karmack.
          - Hans Bang (1748–1815) f. i Drammen, g. Margrete Pihl
            - Andreas Bang (1788–1829), højesteretsadvokat i Trondheim, g. Cathrine Schouboe  (1795–1822)
              - Cathrinus Bang (1822–98). Professor i litteraturhistorie. Ugift, adoptivfar til Dagny Bang

            - Thomas Bang (1790–1860), grosserer og stortingsmand g. Magdalene Neumann 
              - Hans Fredrik Bang (1820–90) forsikringsdirektør Drammen, g. Hanne Keyser
                - Rudolf Bang (1865–1934/5), præst g. Maggie Caspersen (–1901) og g. 1904 Regine Kaurin 
                  - Ove Bang (1895–1942), arkitekt
                  - Johan Carl Keyser Bang (1904–63) lektor g. bibliotekar Rebekka Hammering Bang (1902–59)

              - Thomas Cathinco Bang (1827–1902) amtmand og indenrigsminister, g. Lydia  Middelfart
                - Thomas Cathinco Bang (1863–1929), konsul og ordfører i Oslo, g. Louise Bjelke
                  - Eilif Hvide Bang (1892–1953), forretningsmand

              - Thomas Bang (1834–1925) g. 1866 Wilhelmine Boeck, og 1883 Otilia Doxrud
                - Cæsar Bang (1870–1951) forretningsmand, g. Antoinette Tandberg
                - Thorleif Bang (1891–1960) avd.ing., g. Else Mittet
                  - Hans Hvide Bang (1922–99) naturfotograf.

                - Wilhelmine Bang (1885–1965) g. præsten James Maroni

              - Thora Bang (1835–) g. Jacob Hansen
                - Thomas Bang-Hansen (1873–1964) g. Charlotte Friis
                  - Arne Bang-Hansen (1911–90), skuespiller

                - Lauritz Bang-Hansen (1879–1960) g. Astri Halvorsen
                  - Odd Bang-Hansen (1908–84) forfatter og journalist, g. Elise Aas
                    - Pål Bang-Hansen (1937–2010) filmmand
                    - Kjetil Bang-Hansen (1940–) teatermand g. danseren Inger-Johanne Rütter

              - Skjalm Oluf Bang (1845–1910) sakfører, g. Elisabeth-Elise Collett
                - Thomas Christian Collett Bang (1875–1957) g. Sophie Lundh
                  - Aimee Collett Bang (1904–2002) billedhugger, g. læge Herman Døhlen
                    - Annasif Døhlen (1930–) billedhugger

  - Niels Olufsen Bang (1503–58) præst i Danmark
    - Niels Nielsen Bang (1532–1608), præst i Danmark
      - Hans Nielsen Bang
        - Niels Hansen Bang (1614–76), biskop på Fyn
          - Hans Nielsen Bang (1644–96)
            - Niels Hansen Bang, rådmand Rudkøbing
              - Carsten Nielsen Bang, degn i Nestved, g. Anna Pahl
                - Marcus Fredrik Bang (1711–89) biskop i Nidaros, g. 1740 Anna Schønning, 2) 1747 Ellen Hagerup (datter av Eiler Hagerup den ældre) og 3) 1752 Mette Volkvartz
                  - Carsten Gerhard Bang (1756–1826) generalmajor, g. Anna Lysholm
                    - Marcus Fredrik Bang (1783–1839) g. Cecilia Weyse og Ingeborg Berg
                      - Anthon Bang (1809–70), redaktør som grundlagde Dagbladet

      - Jens Nielsen Bang (1567–1643) præst og jubellærer
        - Thomas Bang (1600–61), professor
          - Kirsten Bang (1635–99) g. Oslo-bispen Hans Rosing
          - Diderik Theodoricius Bang (1641–1704), præst i Eiker og Fiskum (Kongsberg), Norge
            - Thomas Bang (1691–1720)

  - Claus Olufsen Bang (1508–)
    - Steffen Clausen Bang (15..), handelsmand Aalborg
      - Christen Steffensen Bang (1584–1678), præst Solum og Romedal, vår første bogtrykker og den første som skrev bog om Christiania.
        - Christen Bang (16..), rådmand Christiania
          - Hans Christensen Bang (–1730) slotsfoged Christiania
            - Valdemar Vilhelm Bang (1710–) sorenskriver Telemark, g. Margrethe Schweder
              - Joachim Schweder Bang (1746–1826) foged i Sogn og Ringerike, g. Barbara Geelmuyden
                - Joachim Schweder Bang (1785–1856)
                  - Joachim Waldemar Bang (1839–1902), ingeniør Nylands Verksted, g. Hanna Hermansen
                    - Aasta Bang (1867–1953) g. løge Oddleiv Magne Hølaas (1869–1915) 
                      - Odd Hølaas (1898–1968) forfatter

                    - Joakim Sveder Bang (1868–1931) læge og politiker

                - Lauritz Christian Steen Bang (1794–1862) kopist, g. kogebogforfatter Maren Bang
                - Niels Henrich Geelmuyden Bang (1798–) g. Sophia 
                  - Carl Joachim Waldemar Bang (1826–84) overretssagfører i Bergen, g. Inger Schreuder (1824–74) og Kristophine Sophie Olsen (1851–c.1932)
                    - Inger Bang Lund (1876–1968) pianist og komponist g. Harald Lund

  - Jørgen Olufsen Bang
    - Jens Jørgensen Bang, rådmand Assens
      - Jørgen Jensen Bang  (1593–1666), borgermester Assens
        - Jørgen Jørgensen Bang (1628–76) sognepræst Sandager
          - Jørgen Jørgensen Bang (1667–1720), sognepræst Vorbasse
            - Niels Christian Jørgensen Bang, til Egebjerggaard (1698–1760), kammerråd, godsforvalter, g. Cathrine Kiær og Ulrica Schwane
              - Oluf Lundt Bang (1731-1789) jurist
                - Niels Bang, (1776-1815)  godsejer
                - Balthasar Nicolai Bang, (1779-1856) skuespilforfatter

              - Jacob Bang (1739-1797), amtsforvalter
                - Jacob Henrik Bang (1809-1899) overlærer 
                  - Bernhard Laurits Frederik Bang (1848-1932) veterinær
                    - Oluf Bang (1881-1937) veterinær

                - Frederik Siegfried Bang (1810-1889) kunstsamler

              - Peder Schvane Bang (1744–92) præst på Hitra i Norge
                - Jacob Hansen Bang (1770–1841) præst Roskilde
                  - Peter Georg Bang (1797–1861) dansk statsminister
                  - Joachim Godske Adam Vilhelm Bang, (1817-1880) sognepræst 
                    - Joachim Godske Adam Vilhelm Kornerup-Bang, (1856-1912) tømrermester
                      - Carl Frederik Emil Kornerup-Bang, (1852-1937) tømrermester 
                        - Aage Kornerup-Bang, (1882-1963) arkitekt
                          - Ole Kornerup-Bang, (1917-2000) arkitekt

                      - Jørgen Kornerup-Bang (1886-1916), murermester og frivillig i den engelske hær
                      - Johannes Kornerup-Bang (1887-1918), frivillig i den engelske hær

              - Frederik Ludvig Bang (1747–1820) professor i medicin
                - Oluf Lundt Bang (1788–1877) professor i medicin
                  - Frederik Ludvig Bang (1816–75) sognepræst, g. Thora Black
                    - Herman Bang, (1857–1912) dansk forfatter

              - Cathrine Marie Bang (1748-1822) gift med Johan Grundtvig (1734-1813) sognepræst 
                - N.F.S. Grundtvig (1783-1872) forfatter, teolog

              - Joachim Æmilius Bang, (1755–1827)  kaptajn og købmand

- Marcus Fredrik Bang (1711–89) biskop i Nidaros
- Carsten Gerhard Bang (1756–1826) generalmajor
- Peter Georg Bang (1797–1861) dansk statsminister
- Cathrinus Bang (1822–98) litteraturhistoriker
- Herman Bang (1857–1912) forfatter

### Våben
Oluf Lundt Bang blev adlet 1777 med følgende våben: Skjoldet to gange tværdelt med en rose i første felt, tre stjerner bjælkevis i andet og en liggende halvmåne i tredje og med en syvbladet vækst på hjelmen. 

## Andre Bang-slægter
Præsten Niels Bang i Klinte (1532-1608), hvis tilknytning til den lige omtalte slægt er højst tvivlsom, er bedstefader til fætrene filologen Thomas Bang (1600-1661) og biskop Niels Hansen Bang (1614-1676).
Rådmand i Nyborg Mads Olsen Bang (1632-1679) havde sønnerne hospitalsforstander Hans Madsen Bang (1673-1755) — der var fader til teolog Hans Otto Bang (1711-1764) — og Ole Madsen Bang (1663-1710). Dennes søn var genealog Oluf Bang (1710-1783).
Købmand i Grenaa Jens Bang (1646-1728) var bedstefader til læge, arkitekt Jens Bang (1737-1808) og til assessor i Hof- og Stadsretten Andreas Bang (1740-1801), der var fader til forstmand Jens Bang (1786-1862). Dennes søn, forstmand Frederik Andreas Christian Bang (1821-1902), var fader til ligeledes forstmand Jens Poul Frederik Bang (1854-1929).
Fra byfoged i Middelfart, senere herredsfoged i Nim Herred Niels Bang nedstammer en landmands- og købmandsfamilie Bang. Af hans sønnesønner var købmand Peder Jørgensen Bang (1723-1795) fader til herredsfoged og etatsråd Claus Bang (1792-1868), som var fader til officer Peter Christopher Bang (1829-1905), og landmanden Laurits Bang (1731-1788) var oldefar til overlærer Johannes Peter Bang (1836-1898), hvis søn var teolog Jacob Peter Bang (1865-1936).
Købmand i Horsens Jens Thykjær Bang var fader til historiker Heinrich Vilhelm Theodor Falkenberg Bang (1843-1910), hvis sønner var statistikeren Niels Frederik Immanuel Omø Bang (1874-1924) og politikeren Jens Gustav Bang (1871-1915), hvis hustru var politikeren Nina Bang, f. Ellinger (1866-1928), samt den tidligt afdøde historiker Thomas Bartholin Bang (1889-1920).
Carl Frederik Wilhelm Bang (1788-1869) var fader til urtekræmmer Emilius Johannes Christian Vilhelm Bang (1811-?), som var fader til borgmester og byfoged i Slagelse Carl Johannes Peter Vilhelm Bang (1848-1895). Han var fader til præsident for Vestre Landsret Emil Johannes Carl Bang (1888-1970).
Uden forbindelse med nogen af disse slægter forekommer i 15. og 16. århundrede to adelsslægter Bang, en i Jylland og en anden på Lolland-Falster.